# Landouzy-la-Ville
Landouzy-la-Ville és un municipi francès situat al departament de l'Aisne i a la regió dels Alts de França. L'any 2007 tenia 509 habitants.

## Demografia

### Població
El 2007 la població de fet de Landouzy-la-Ville era de 509 persones. Hi havia 212 famílies de les quals 64 eren unipersonals (16 homes vivint sols i 48 dones vivint soles), 72 parelles sense fills i 76 parelles amb fills.
La població ha evolucionat segons el següent gràfic:
Habitants censats

### Habitatges
El 2007 hi havia 261 habitatges, 210 eren l'habitatge principal de la família, 33 eren segones residències i 18 estaven desocupats. Tots els 260 habitatges eren cases. Dels 210 habitatges principals, 184 estaven ocupats pels seus propietaris, 21 estaven llogats i ocupats pels llogaters i 5 estaven cedits a títol gratuït; 1 tenia una cambra, 4 en tenien dues, 31 en tenien tres, 51 en tenien quatre i 123 en tenien cinc o més. 148 habitatges disposaven pel capbaix d'una plaça de pàrquing. A 97 habitatges hi havia un automòbil i a 92 n'hi havia dos o més.

### Piràmide de població
La piràmide de població per edats i sexe el 2009 era:
| Homes | Edats   | Dones |
| ----- | ------- | ----- |
| 0     | 95 o +  | 0     |
| 0     | 90 a 94 | 0     |
| 4     | 85 a 89 | 4     |
| 4     | 80 a 84 | 8     |
| 16    | 75 a 79 | 0     |
| 4     | 70 a 74 | 12    |
| 16    | 65 a 69 | 12    |
| 4     | 60 a 64 | 20    |
| 20    | 55 a 59 | 8     |
| 16    | 50 a 54 | 24    |
| 28    | 45 a 49 | 16    |
| 20    | 40 a 44 | 32    |
| 16    | 35 a 39 | 20    |
| 20    | 30 a 34 | 4     |
| 12    | 25 a 29 | 20    |
| 8     | 20 a 24 | 20    |
| 36    | 15 a 19 | 32    |
| 20    | 10 a 14 | 40    |
| 20    | 5 a 9   | 16    |
| 20    | 0 a 4   | 12    |

## Economia
El 2007 la població en edat de treballar era de 347 persones, 237 eren actives i 110 eren inactives. De les 237 persones actives 210 estaven ocupades (119 homes i 91 dones) i 27 estaven aturades (15 homes i 12 dones). De les 110 persones inactives 36 estaven jubilades, 28 estaven estudiant i 46 estaven classificades com a «altres inactius».

### Ingressos
El 2009 a Landouzy-la-Ville hi havia 210 unitats fiscals que integraven 546 persones, la mediana anual d'ingressos fiscals per persona era de 13.616 €.

### Activitats econòmiques
Dels 8 establiments que hi havia el 2007, 1 era d'una empresa de fabricació d'altres productes industrials, 2 d'empreses de construcció, 4 d'empreses de comerç i reparació d'automòbils i 1 d'una entitat de l'administració pública.
Dels 3 establiments de servei als particulars que hi havia el 2009, 1 era un paleta, 1 fusteria i 1 lampisteria.
L'any 2000 a Landouzy-la-Ville hi havia 24 explotacions agrícoles que ocupaven un total de 962 hectàrees.

## Equipaments sanitaris i escolars
El 2009 hi havia una escola elemental integrada dins d'un grup escolar amb les comunes properes formant una escola dispersa.

## Poblacions més properes
El següent diagrama mostra les poblacions més properes.